# Symploce pararuficollis
Symploce pararuficollis är en kackerlacksart som beskrevs av Roth, L. M. 1994. Symploce pararuficollis ingår i släktet Symploce och familjen småkackerlackor. Inga underarter finns listade i Catalogue of Life.